# David Gooderson
David Richard Gooderson (Lahore, 24 febbraio 1941) è un attore britannico.

## Filmografia
- The Golden Age (1967)
- The Power Game (1969)
- Il genio criminale di Mr. Reeder (1969)
- The Adventures of Don Quick (1970)
- Happy Ever After (1976)
- Hazell (1978)
- BBC2 Play of the Week (1978)
- Doctor Who (1979)
- Bognor (1981)
- Tenkō (1981)
- Codename -Icarus (1981)
- Something in Disguise (1982)
- Seaview (1983-1985)
- Mapp & Lucia (1986)
- Bluebell (1987)
- Relative Strangers (1987)
- C.A.T.S. Eyes (1987)
- Sunday Premiere (1988)
- Hannay (1988)
- L'asso della Manica (Bergerac) (1988)
- Perfect Scoundrels (1990)
- London's Burning (1990)
- Lovejoy (1991)
- Boon (1992)
- Rumpole of the Bailey (1992)
- Second Thoughts (1992)
- Murder Most Horrid (1991-1994)
- Johnny and the Dead (1995)
- Searching (1995) - serie TV
- Metropolitan Police (1984-1995)
- The Animals of Farthing Wood (1996)
- Delitto tra le righe (1996)
- Footballers' Wives (2003)
- Casualty (2004)
- Jack Frost (1992-2006)
- Doctors (2007)
- Talk to Me (2007)
- Mr. Sloane (2014)
- Cuffs (2015)